# Tour (Blueface)
Tour è un singolo del rapper statunitense Blueface, pubblicato il 17 aprile 2020 in collaborazione con Asian Doll, 9lokkNine, NLE Choppa, Sada Baby e Kiddo Curry

## Tracce
1. Tour – 4:27